# Rick Tchamako Mahe
Rick Tchamako Mahe ist ein Politiker aus Vanuatu, der seit 2016 für die Partei Reunification of Movements for Change (RMC) Mitglied im Parlament von Vanuatu ist. Er war zudem zwischen 2022 und 2023 Gesundheitsminister und ist seit 2023 Innenminister.

## Leben
Rick Tchamako Mahe wurde bei der Parlamentswahl am 22. Januar 2016 für die Partei Reunification of Movements for Change (RMC) von Charlot Salwai zum Mitglied im Parlament von Vanuatu gewählt und vertritt dort seither den Wahlkreis Santo Rural, wobei er bei den Wahlen am 19./20. März 2020 und am 13. Oktober 2022 jeweils wiedergewählt wurde. Während der elften Legislaturperiode (2016 bis 2020) war er Mitglied des Ausschusses für öffentliche Finanzen, des Ausschusses für Wirtschaftspolitik und des Ausschusses für Ethik und Integrität der Mitglieder sowie zeitweilig Mitglied des Ad hoc-Ausschusses zum Gesetzentwurf für Handelsgeschäfte.
Nach der darauf folgenden Wahl am 13. Oktober 2022 wurde er am 4. November 2022 als Gesundheitsminister in das Kabinett von Premierminister Ishmael Kalsakau berufen. Nach dem Rücktritt von Christophe Emelee übernahm er am 5. Mai 2023 als dessen Nachfolger das Amt als Innenminister.